# Corrodi
Corrodi (auch Corradi, Coradi oder Korrodi) ist ein Familienname, der ursprünglich aus dem Kanton Thurgau stammt. Die früheste Nennung einer Stadtzürcher Familie dieses Namens betrifft einen Jagli Corader, der zwischen 1560 und 1565 von Oberneunforn nach Weiach umzog. 1627 erwarb ein Enkel Jaglis das Bürgerrecht der Stadt Zürich.
In der Folge wurden die Corrodi zu einem bedeutenden Stadtzürcher Bürgergeschlecht. Sie hatten ab 1660 ein Jahrhundert lang den Postdienst zwischen Chur und Zürich inne. Besonders im 18. Jahrhundert schlugen viele Corrodi eine Künstlerlaufbahn ein.
Namensträger sind:
- Arnold Corrodi (1846–1874), Schweizer Maler
- Adrian Corrodi-Sulzer (1865–1944), Sohn von August Corrodi, Kaufmann, Historiker
- August Corrodi (1826–1885), Schweizer Dichter und Zeichner
- Bertha Corrodi, alias Marcella Pregi (1866–1958), Zürcher Konzertsängerin (Sopran) in Paris, Gesangslehrerin in Sihlbrugg, Zürich und Basel
- Emma Coradi-Stahl (1846–1912), Schweizer Frauenrechtlerin
- Eugenio Corrodi (1922–1975), Schweizer Fußballspieler
- Gottlieb Coradi (1847–1929), Schweizer Feinmechaniker
- Heinrich Corrodi (1752–1793), Schweizer evangelischer Theologe und Pädagoge
- Hermann Corrodi (1844–1905), italienischer Maler Schweizer Abstammung
- Johann Eugen Corrodi (1897–1980), Schweizer Offizier
- Johann Jakob Corrodi (1788–1871), Mechaniker, Webereibesitzer (Corrodi & Pfister, Brand von Uster)
- Konrad Corradi (1813–1878), Schweizer Maler
- Paul Corrodi (1892–1964), Schweizer Politiker und Richter
- Salomon Corrodi (1810–1892), Schweizer Maler